# Christian Friedrich Ruppe
Christian Friedrich Ruppe (Salzungen (Thüringen), 22 augustus 1753 – Leiden, 25 mei 1826) was een Nederlands componist en musicus van Duitse oorsprong.

## Levensloop
Ruppe werd geboren in de streek die eerder Maarten Luther en Johann Sebastian Bach voortbracht. Zijn vader was hoedenmaker en organist in Wildprechtroda, ten zuiden van zijn geboorteplaats Salzungen. Over Ruppes jeugd is vrijwel niets bekend. Vermoedelijk kwam hij in 1772 voor zijn studie naar Leiden. Hij trouwde in 1784 met Christina Chalon (1748-1808), dochter van concertmeester Hendrik Chalon van het orkest van het Nederlands Theater in Amsterdam en zelf een bekend kunstenares, in het bijzonder vanwege haar etsen. In 1816 hertrouwde hij met Johanna Petronella Reijers (1784-1872). Gekweld door een oogkwaal en door reumatiek overleed Ruppe op 72-jarige leeftijd te Leiden. Hij werd in Katwijk begraven.

## Universiteit
Op 25 februari 1773 werd Ruppe ingeschreven als student wis- en natuurkunde en klassieke letteren aan de Universiteit van Leiden. Op 20 juni 1787 - hij was toen 33 jaar oud - liet hij zich inschrijven als student filologie. Op 18 oktober 1790 benoemde de Leidse universiteit Ruppe tot "ordinaris musicant" (muziekdirecteur en -docent en kapelmeester). Vanaf 1802 gaf hij ook colleges muziektheorie, in 1808 werd hij daarmee officieel belast. Op 13 mei 1816 werd hij door koning Willem I tot lector in de toonkunst benoemd.

## Lutherse Kerk
Ruppe werd in 1788 organist van de Lutherse Kerk aan de Hooglandse Kerkgracht in Leiden. Bij zijn aantreden bleek het orgel in zo'n slechte staat dat hij zich sterk maakte voor de bouw van een nieuw orgel. Met succes, want op 19 april 1790 was de feestelijke ingebruikname van het nieuwe orgel, gebouwd door Andries Wolferts uit Rotterdam. Volgens een krantenverslag vond de ingebruikname plaats met een concert door een groot orkest met een grote verscheidenheid aan instrumenten. Mogelijk heeft Ruppe zijn orgelconcert in C groot - waarvan alleen nog een negentiende-eeuws klavieruittreksel bestaat - voor die gelegenheid gecomponeerd. In 1799 gaf Ruppe een orgelconcert waarin hij zijn in 1798 gecomponeerde Dixhuit Pièces pour Orgue ou Piano-Forte ten gehore bracht.

## Weeshuiskoor
Op initiatief van Ruppe werd in 1796 een weeshuiskoor opgericht, een gemengd koor bestaande uit meisjes en jongens uit het Heilige Geest- of Arme Wees- en Kinderhuis aan de Hooglandse Kerkgracht in Leiden. Het koor zong driestemmig, zonder tenorstem. Het werkte onder meer mee aan benefietconcerten ten bate van het eigen weeshuis, daarin bijgestaan door instrumentalisten uit Den Haag, van het stadhouderlijk hof (strijkers, houtblazers) en militaire kapellen (koperblazers, paukenist).

## Twee hervonden cantates
Voor het kerkelijk jaar 1796/97 schreef Ruppe voor het weeshuiskoor twee cantates op Nederlandse tekst van een onbekende tekstdichter, de kerstcantate Zangstukken op ’s Heilands geboorte en de paascantate Gezangen voor het Paaschfeest. Beide cantates voor solisten en koor hebben een groot bezette orkestbegeleiding. De kerstcantate ging in december 1796 in première in de Hooglandse Kerk. In 1987 vond archivaris Sander den Haan de partijen in het archief van het weeshuis terug. Tweehonderd jaar na hun ontstaan werden de beide cantates in 1996 op cd uitgebracht.

## Orgelconcert in C groot
Ter gelegenheid van het 365-jarig jubileum van de universiteit van Utrecht heeft de inmiddels overleden universiteitsorganist Gert Oost (1942-2009) in 2001 Ruppes orgelconcert in C groot gereconstrueerd vanuit het bestaande klavieruittreksel. In februari van dat jaar nam hij het werk op op het Hinsz-orgel in het Auditorium van het Academiegebouw van de universiteit, samen met het Utrechts Studenten Concert onder leiding van Bas Pollard. Op de cd die werd uitgebracht staan o.a. ook Ruppes klaviervariaties op het studentenlied Io vivat. De cd werd verspreid onder de studenten.

## Andere werken
Mogelijk zijn Ruppes toonzettingen van oden van Horatius uit 1803 bedoeld voor het Zanggezelschap in Leiden, opgericht in 1800. Zijn enige opera, Galathée (1804), waarvan alleen het tekstboek bewaard is gebleven, schreef Ruppe voor de Franse Opera in Den Haag. Voor de huiskamer bedoeld zijn onder meer de op muziek gezette kindergedichten van Hieronymus van Alphen (Twaalf stukjes uit de gedichtjes voor kinderen ..., circa 1823) en diverse kamermuziekwerken als trio’s, vioolsonates en pianowerken. Vanuit zijn praktijk als kerkmusicus komen voorts de Zangwijzen van de Psalmen en Gezangen bij de Hervormde Kerk in gebruik, voor drie stemmen, alsook voor het orgel of clavier (1801), de 45 Præludia en 276 Interludia benevens 4 Fuga’s (1802) en de Zangwijzen der Evangelische Gezangen bij de Hervormde Kerk in gebruik, geschikt voor het orgel, fortepiano of clavier (1806). Zijn jarenlange muziekonderricht aan de universiteit vatte Ruppe samen in zijn tweedelige boekwerk Theorie der hedendaagsche muzyk (1809/1810).